# Tom Morga
Thomas Alvin Morga (Burbank, 27 de noviembre de 1941), es un
doble de acción, coordinador de dobles y actor estadounidense, ha sido un doble de cine por más de 20 años y un miembro de Stuntmen's Association of Motion Pictures por más de 15 años. Él ha trabajado en todos los aspectos del negocio de este trabajo: como coordinador de dobles, como doble, en la televisión, también en videos musicales y en performances en vivo. Además de interpretar a Jason Voorhees en la quinta entrega de la serie Viernes 13, Morga también tuvo un papel menor en las primeras escenas de Halloween 4, en la cual interpretó a Michael Myers, aunque no fue acreditado. Ganó un premio en 2007 por su trabajo como doble en el film Pirates of the Caribbean: At World's End. 
Actualmente está trabajando junto a Wayne Bauer, un amigo y doble de cine también.